# Catedrala Maronită Sfântul Gheorghe din Beirut
Catedrala Maronită Sfântul Gheorghe (în arabă كاتدرائية مار جرجس للموارنة‎) este o catedrală maronită, sediul arhiepiscopiei maronite din Beirut, Liban. Construcția catedralei, cu o fațadă neoclasică, inspirată de Bazilica Santa Maria Maggiore, a început în 1884 și s-a încheiat în 1894.
Catedrala a fost puternic lovită și bombardată în timpul războiului civil libanez și a fost jefuită și devastată. De atunci au fost recuperate o serie de opere de artă care au fost jefuite, inclusiv faimoasa pictură a lui Eugène Delacroix reprezentându-l pe Sfântul Gheorghe, patronul catedralei și al Arhiepiscopiei de Beirut. Catedrala a fost restaurată după încheierea ostilităților și a fost reinaugurată de patriarhul maronit Nasrallah Boutros Sfeir la 24 aprilie 2000.

## Construcția

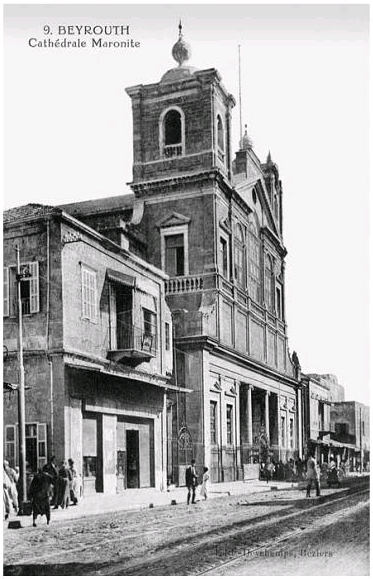
Carte poștală din Beirut care prezintă catedrala Sfântul Gheorghe la începutului secolului al XX-lea.

Catedrala Sfântul Gheorghe a fost construită de monseniorul Joseph Debs, arhiepiscopul Beirutului, pe locul unei biserici anterioare care a fost și ea dedicată aceluiași sfânt. Structura anterioară a fost construită în 1755 pentru a le sluji maroniților din Beirut. Lucrările au început în 1884 folosind coloanele romane din templul Deir El Qalaa din Beit Mery. Edificiul a fost finalizat și sfințit în Duminica Floriilor în 1894. Construită pe planul unei bazilici cu naos și două coridoare laterale separate de două rânduri de coloane, catedrala are o fațadă în stil neoclasic proiectată de arhitectul italian Giuseppe Maggiore. Interiorul are o asemănare generală cu cel al bazilicii Santa Maria Maggiore din Roma.
Naosul este acoperit cu un tavan casetat cu structură din lemn aurit și dublu, acoperit cu frunze aurii pe fond bej. Pereții sunt decorați cu stuc și marmură. Deasupra altarului principal este un baldachin cu patru coloane. În spate, unde este situat corul, se află tronul arhiepiscopului de Beirut și scaunul folosit de papa Ioan Paul al II-lea în timpul vizitei sale pastorale în Liban în 1997.

## Arhitectura
Inspirată de Bazilica Santa Maria Maggiore din Roma, Catedrala Maronită Sfântul Gheorghe a fost construită între 1884 și 1894 și inaugurată de episcopul Youssef Debs. Înainte de aceasta, comunitatea maronită din Beirut a folosit o mică biserică care se afla în apropiere și care datează din 1753. În 1954, inginerul Antoun Tabet a întreprins lucrări de restaurare în interiorul catedralei. Planificat inițial în formă de cruce, transeptul său a fost scurtat și au fost adăugate arcade la ambele capete. Grav avariată în timpul Războiului Civil Libanez (1975–1990), catedrala a fost complet reabilitată până în 1997, recuperându-și forma originală cruciformă renascentistă. A fost inaugurată în aprilie 2000. Sub curtea anexei catedralei au fost descoperite și păstrate importante vestigii arheologice. Acestea includ o structură elenistică, o parte a străzii cu colonade romane Decumanus Maximus și un zid otoman.
La 19 noiembrie 2016, arhiepiscopul din Beirut Paul Matar a inaugurat noua clopotniță a cărei construcție a durat un deceniu. Clopotnița are o înălțime de 72 de metri; designul original prevedea o clopotniță de 75 de metri înălțime pentru a se potrivi cu înălțimea clopotniței bazilicii Santa Maria Maggiore din Roma. Potrivit arhiepiscopului, reducerea înălțimii acestia pentru a fi egală cu cea a minaretelor din Moscheea Mohammad Al-Amin alăturată dorește să transmită un mesaj de solidaritate și armonie interreligioasă.
La 4 august 2020, catedrala a fost avariată în timpul exploziilor de la Beirut.

## Localizare
Biserica Sfântul Gheorghe este situată în centrul orașului Beirut. Este una dintre cele mai importante clădiri religioase ale orașului. Chiar lângă ea se află moscheea sunnită Mohammad Al-Amin. La aproximativ optzeci de metri nord se află Catedrala Ortodoxă Greacă Sf. Gheorghe a Bisericii Ortodoxe Grecești din Antiohia.

## Cronologie
- 1884–1894: Construcția Catedralei, care a fost inspirată de Bazilica Santa Maria Maggiore din Roma.
- 1954: Au loc lucrări de restaurare în interiorul catedralei întreprinse de Antoun Tabet.
- 1975–1990: Războiul civil a deteriorat grav catedrala.
- 1997: Reabilitarea după război a Catedralei a dus la recuperarea formei sale originale cruciforme renascentiste. Au fost descoperite și conservate importante vestigii arheologice.
- Aprilie 2000: Inaugurarea catedralei.
- 19 noiembrie 2016: Inaugurarea turnului clopotniței.[6]
- 4 august 2020: Exploziile de la Beirut au deteriorat catedrala.[7]